# Tino Sabbadini
Settimio Tino Sabbadini (Monsempron-Libos, 21 de setembro de 1928 - Monsempron-Libos, 7 de novembro de 2002) foi um ciclista francês que foi profissional entre 1950 e 1963. Ao longo de sua corrida conseguiu 40 vitórias, entre as quais destaca uma etapa ao Tour de France de 1958.

## Palmarés
- 1950
  - 1.º na Poly de Lyon
  - 1.º no Critério de Riberac
- 1951
  - Campeão de France do Independentes
  - Vencedor de uma etapa Circuito das 6 Províncias
- 1952
  - 1.º no Prêmio Clément Joulin em Bordéus
  - Vencedor de uma etapa Circuito das 6 Províncias
  - Vencedor de uma etapa do Tour do Sudeste
  - Vencedor de uma etapa ao Critèrium do Dauphiné Libéré
- 1953
  - 1.º em Saint-Junien
  - Vencedor de uma etapa Circuito das 6 Províncias
- 1954
  - 1.º em Barsac
  - 1.º em Poitiers
  - 1.º em Vieilleville
- 1955
  - 1.º no Circuito de Vienne
  - 1.º em Nantes
  - 1.º em Tarbes
  - 1.º em Villiers
- 1956
  - 1.º no Circuito do Indre
  - 1.º em Villeneuve-sur-Lote
- Vencedor de uma etapa ao Critèrium do Dauphiné Libéré
- 1957
  -     - 1.º no Circuito do Indre
- 1958
  - 1.º no Grande Prêmio de Cannes
  - 1.º em Eymet
  - 1.º em Gap
  - Vencedor de uma etapa ao Tour de France
  - Vencedor de uma etapa no Midi-Livre
  - Vencedor de uma etapa do Volta à Romandia
  - Vencedor de uma etapa ao Tour do Arieja
- 1959
  - 1.º em Agen
  - 1.º em Allassac
  - 1.º em Bonnat
  - 1.º em Dax
  - Vencedor de uma etapa ao Tour de Picaresca
  - Vencedor de uma etapa Circuito de Aquitânia
- 1960
  - 1.º em Trédion
  - 1.º no Critério de Riberac
  - Vencedor de uma etapa aos Quatro Dias de Dunquerque
- 1961
  - 1.º em Bayona
  - 1.º na Couronne-Saint Jean
- 1963
  - 1 Mazamet

### Resultados ao Tour de France
- 1952. 70.º da classificação geral
- 1953. Abandona (7.ª etapa)
- 1956. 84.º da classificação geral
- 1957. Abandona (17.ª etapa)
- 1958. 53.º da classificação geral. Vencedor de uma etapa
- 1959. 62.º da classificação geral